# 福岡市整形外科醫院火災
福岡市整形外科醫院火災為2013年10月11日於日本福岡市發生的一起火災事故，當日位於福岡市博多區的「安部整形外科」發生火警，造成10人死亡、5人受傷。較值得注意的是，日語中的「整形外科」一詞是華語所稱的「骨科」，是治療骨頭關節等相關運動器官疾患的外科，而非華語中所指的美容整形科。
當地時間11日凌晨2時20分左右，博多區安部整形外科醫院發生火災。當時這幢四層樓的建築內共有住院病人和醫護人員17人。火災造成8名病人和2名醫護人員死亡，兩人成功逃生，其余5人不同程度受傷。醫院設有住院部，提供康復服務，多數受害者是行動不便的老人。後調查火災原因可能為院內溫熱治療器漏電引發火警。